# Ukrainas president
Ukrainas president (ukrainska: Президент України, romaniserat: Prezydent Ukrajiny) är Ukrainas statschef. Presidenten representerar nationen i internationella förbindelser, administrerar statens utrikespolitiska verksamhet, för förhandlingar och sluter internationella fördrag. Presidenten väljs direkt av medborgarna i Ukraina för en mandatperiod på fem år (oavsett om presidentvalet är tidigt eller planerat), begränsat till två mandatperioder i följd.
Presidentens officiella bostad är Marinskijpalatset, som är beläget i distriktet Pechersk i Kiev. Andra officiella bostäder är Huset med Chimaeras och Den gråtande änkans hus, som används för officiella besök av utländska representanter. Kansliet för Ukrainas president, inofficiellt känt som Bankova, med hänvisning till gatan det ligger på, fungerar som presidentens kontor och ger presidenten råd i juridiska, inhemska och utrikes frågor.
Den nuvarande presidenten är Volodymyr Zelenskyj, som avlade presidenteden den 20 maj 2019.

## Översikt
Ukrainas regering använder ett semipresidentiellt system, där rollerna för statschefen och regeringschefen är separata, varför Ukrainas president inte är också regeringschef. Premiärministern fungerar som regeringschef, en tjänst som för närvarande innehas av Denys Sjmyhal, som tillträdde i mars 2020.
Presidenten är överbefälhavare för Ukrainas försvarsmakt och leder Nationella säkerhets- och försvarsrådet, som ger råd till presidenten, koordinerar och kontrollerar den verkställande makten inom området för nationell säkerhet och försvar. Enligt Ukrainas konstitution är presidenten garant för statens suveränitet, territoriella odelbarhet, efterlevnaden av Ukrainas konstitution och mänskliga och medborgerliga rättigheter och friheter.
Precis som när det gäller maktdelningen har presidenten kontroll över parlamentet och rättsväsendet. Till exempel kan presidenten lägga in ett veto mot varje lag som antas av parlamentet; dock kan parlamentet åsidosätta hans veto med 2/3 majoritets röst enligt konstitutionen. Presidenten har begränsad befogenhet att upplösa Verchovna Rada (parlamentet), och nominerar kandidater till utrikesministerposten och försvarsministerposten i den ukrainska regeringen. Sex av arton av författningsdomstolens domare utses av presidenten. Presidentens beslut är föremål för granskning av författningsdomstolen som har befogenhet och makt att förklara presidentens dekret författningsstridiga. Under sitt ämbete åtnjuter presidenten rätten till immunitet.
Ukrainska presidenter tillfrågas ofta av enskilda medborgare om hjälp med att lösa sina personliga problem (ibland framgångsrikt); 2012 fick (dåvarande) president Janukovitj cirka 10 000 till 12 000 brev från människor varje månad. Att förbigå lokala myndigheter är en urgammal praxis i Ukraina.

## Lista över Ukrainas presidenter
Sedan presidentämbetet inrättades den 5 december 1991 har det funnits sex presidenter i Ukraina. Leonid Kravtjuk var den konstituerande presidenten, som tjänstgjorde i tre år från 1991 tills han avgick 1994. Leonid Kutjma är den ende presidenten som suttit två på varandra följande mandatperioder. Viktor Jusjtjenko, Petro Porosjenko och Viktor Janukovitj satt en mandatperiod, där den senare ersattes av den tillförordnade presidenten Oleksandr Turchynov, som sedan också fungerade som ordförande för det ukrainska parlamentet, den 21 februari 2014. Oleksandr Turchynov är den hittills enda tillförordnade presidenten i Ukrainas moderna historia. Till skillnad från i USA, där en tillförordnad president omedelbart erhåller presidentämbetets alla befogenheter och skyldigheter, är befogenheterna för en tillförordnad president i Ukraina kraftigt begränsade. Den 18 juni 2015 fråntogs Janukovitj officiellt titeln Ukrainas president.
| Nr | President | President                                              | Presidentval     | Tillträdde                                      | Avgick           | Politiskt parti                         |
| -- | --------- | ------------------------------------------------------ | ---------------- | ----------------------------------------------- | ---------------- | --------------------------------------- |
| 1  |           | Leonid Kravtjuk Леонід Кравчук                         | 1991             | 5 december 1991 Insvuren den 22 augusti 1992[d] | 19 juli 1994     | Obunden                                 |
| 2  |           | Leonid Kutjma Леонід Кучма                             | 1994             | 19 juli 1994                                    | 14 november 1999 | Obunden                                 |
| 2  | 1999      | Leonid Kutjma Леонід Кучма                             | 14 november 1999 | 23 januari 2005                                 |                  | Obunden                                 |
| 3  |           | Viktor Jusjtjenko Віктор Ющенко                        | 2004             | 23 januari 2005                                 | 25 februari 2010 | Vårt Ukraina                            |
| 4  |           | Viktor Janukovytj Віктор Янукович                      | 2010             | 25 februari 2010                                | 22 februari 2014 | Obunden (med stöd av Regionernas parti) |
| —  |           | Oleksandr Turtjynov (tillförordnad) Олександр Турчинов | —                | 23 februari 2014                                | 7 juni 2014      | Fäderneslandsförbundet                  |
| 5  |           | Petro Porosjenko Петро Порошенко                       | 2014             | 7 juni 2014                                     | 20 maj 2019      | Obunden (med stöd av UDAR)              |
| 6  |           | Volodymyr Zelenskyj Володимир Зеленский                | 2019             | 20 maj 2019                                     | Nuvarande        | Folkets Tjänare                         |